# 진노국대장공주 (북송 인종의 10녀)
진노국현목명의대장공주(중국어: 秦魯國賢穆明懿大長公主, 1059년 7월 7일 - 1142년 12월 2일)는 북송 인종의 10녀이고, 생모는 소숙귀비 주씨이다.

## 생애
진노국대장공주는 송 인종 가우 4년 (1059년) 5월 무오일에 태어났으며, 가우 5년 (1060년)에 경수공주(慶壽公主)에 봉해졌다.
가우 8년 (1063년), 송 인종이 붕어하고, 인종의 당조카 송 영종이 즉위하였으며, 경수공주는 혜국장공주(惠國長公主)로 진봉되었다. 치평 4년 (1067년), 송 신종은 그녀를 전 조정의 공주로 삼고, 허국대장공주(許國大長公主)로 진봉하였다. 이후, 희녕 9년 (1076년)에 전경진 (오월국 마지막 국왕 전숙의 증손)에게 하가하였고, 후에 한국대장공주(韓國大長公主), 주국대장공주(周國大長公主), 연국대장공주(燕國大長公主)로 봉호를 바꾸었다. 송 휘종이 즉위한 후, 그녀는 휘종의 당조모로서 진위국대장공주(秦魏國大長公主)로 진봉되었다. 정화 3년 (1113년), 휘종은 공주를 제희(帝姬)로 고쳤고, 이에 영덕경행대장제희(令德景行大長帝姬)로 봉해졌다.
정강의 변 때 대부분의 후궁의 여인과 황녀들은 금나라에 사로잡혔다. 영덕경행대장제희는 나이가 많고, 다조(多朝) 이전의 인물이었기 때문에, 금나라 사람들은 이 공주의 존재를 몰랐고, 변경에서 살아남아 정강의 재난에서 금나라 사람에게 사로잡히지 않은 소수의 황족이 되었다. 북송 멸망 후, 강왕이 황제로 즉위하여 남송을 세운 것은 송 고종을 위한 것이었고, 대장제희도 송나라 황실을 따라 남쪽으로 이주하였다. 건염 원년 (1127년), 고종이 공주의 이름을 되찾자, 대장제희는 다시 진노국대장공주(秦魯國大長公主)로 봉해졌다.
송나라 황실이 남쪽으로 이주한 후, 공주는 여러 차례 이주하여 마침내 소흥 3년 (1133년)에 타이저우 (현 저장성 타이저우시)에 정착하였다. 송 고종은 그녀를 선조 존장(先朝尊長)으로 삼고, 상당히 예의를 갖춰 공주를 만날 때 마다 먼저 읍(인사)를 했다. 그녀는 명절 때, 고종에게 아들 전의를 북송에서 복직시켜 달라고 요청했고, 고종은 이를 승낙했지만, 앞으로 따르지 않겠다고 했다. 나중에 공주는 고종에게 전의를 더 달라고 요구했는데, 고종은 이를 허락하지 않았고, 고종은 공주가 비록 세 아들이 있지만, 친아들 전의를 총애한다고 개탄하여 "대장공주가 이렇게 장수할 수 있었던 것은 실로 인종이 복을 쌓았기 때문이니, 대장공주가 인종을 본받아 자녀를 사사롭게 대하지 않기를 바란다"고 설득하였고, 이를 공주가 승낙하였다.
진노국대장공주는 소흥 12년 (1142년) 11월 임인일에 84세의 나이로 세상을 떠났다. 고종은 공주의 사택에 가서 친히 제사를 지내고, 그 자손에게 벼슬을 1등을 내리고, 시호를 현목(賢穆)이라 정하였으며, 후에 명의(明懿)라는 시호를 붙여, 진노국현목명의대장공주(秦魯國賢穆明懿大長公主)라 칭하게 되었다.

## 참고자료
- 《송사(宋史) 권248》